# 蘇格蘭鎮區 (伊利諾伊州麥克多諾縣)
蘇格蘭鎮區（英語：Scotland Township）是位於美國伊利諾伊州麥克多諾縣的一個行政鎮區。

## 地方資料
根據2010年美國人口普查的數據，蘇格蘭鎮區的面積為92.50平方千米，當中陸地面積為92.40平方千米，而水域面積為0.10平方千米。當地共有人口427人，而人口密度為每平方千米4.62人。